# Bulbophyllum boudetiana
Bulbophyllum boudetiana é uma espécie de  planta do gênero Bulbophyllum e da família Orchidaceae.  
Espécie
endêmica de Mata Atlântica do estado do Espírito Santo. 

## Taxonomia
A espécie foi nomeada em homenagem a Helio de Queiroz Boudet Fernandes.
A espécie foi descrita em 2004 por Claudio Nicoletti de Fraga. 
O seguinte sinônimo já foi catalogado:  
- Bulbophyllum boudetianum  Fraga

## Forma de vida
É uma espécie epífita e herbácea. 

## Descrição
Ervas preferencialmente epífitas.
Rizoma inconspícuo, Pseudobulbo transversalmente rômbico, amarelo, rugoso, unifoliado. Folha plana, elíptica, base constrita, ápice agudo, coriácea. Inflorescência pendente, em
racemo, multiflora. Ela tem flores dispostas disticamente ao longo da raque. Sépala dorsal ereta, laterais patentes, superfície lisa, amarelas; sépala dorsal
lanceolada ápice agudo, plano, trinervada, margem glabra; sépalas laterais lanceoladas, base fusionada com a flor, divergentes, livres, assimétricas, trinervadas, ápice longamente caudado, margem glabra. Pétalas lanceoladas, eretas, sésseis, ápice agudo, plano, amarelas, com
nervura central púrpura, uninervadas, margem glabra. Possui labelo inteiro, ápice ereto, apêndices basais ausentes, predominantemente
amarelo com pontuações púrpuras, lobos laterais ausentes, não
diferenciado em epiquilo e hipoquilo, disco com sulco liso, calo ausente, papiloso na face.  

## Conservação
A espécie faz parte da Lista Vermelha das espécies ameaçadas do estado do Espírito Santo, no sudeste do Brasil. A lista foi publicada em 13 de junho de 2005 por intermédio do decreto estadual nº 1.499-R. 

## Distribuição
A espécie é endêmica do Brasil e encontrada no estado brasileiro do Espírito Santo. 
A espécie é encontrada no domínio fitogeográfico de Mata Atlântica, em regiões com vegetação de floresta ombrófila pluvial e vegetação sobre afloramentos rochosos.